# 朝廣佳子
朝廣 佳子（あさひろ よしこ、1960年9月26日 - ）は、日本の編集者。奈良県の総合情報サイト「奈良っこ」および月刊情報誌「yomiっこ」編集長。

## 略歴
1960年、岡山県倉敷市生まれ。岡山県立児島高等学校、関西大学卒業。1993年、株式会社読売奈良ライフ代表取締役。1999年、奈良青年会議所第40代理事長、「カウントダウン2000 in NARA」実行委員長及び「なら燈花会」実行委員長。2000年、「なら燈花会の会」会長。観光カリスマ。
2017年の奈良市長選挙に自由民主党推薦で出馬するも、現職の仲川げんに敗れ、次点の山下真（元生駒市長）にも大きく引き離されて3位に終わった。

## なら燈花会
奈良市では、1988年（平成元年）より来訪者数20万人規模のイベント「ならまつり」が毎年8月に実施されてきたが、1998年（平成10年）に奈良市市制100周年を迎えるにあたり、さらに観光客を誘致できるイベントの開催について検討するため「祭りを考える会」が発足、朝廣は、この考える会の立ち上げ当初から参画していた。